# Békefy Károly
Békefy Károly (Békeffy) (Bigelbauer Károly) (Máramarossziget, 1813. október 13./14. – Budapest, 1887. augusztus 2.) piarista rendi kormánysegéd, gimnázium tanár.

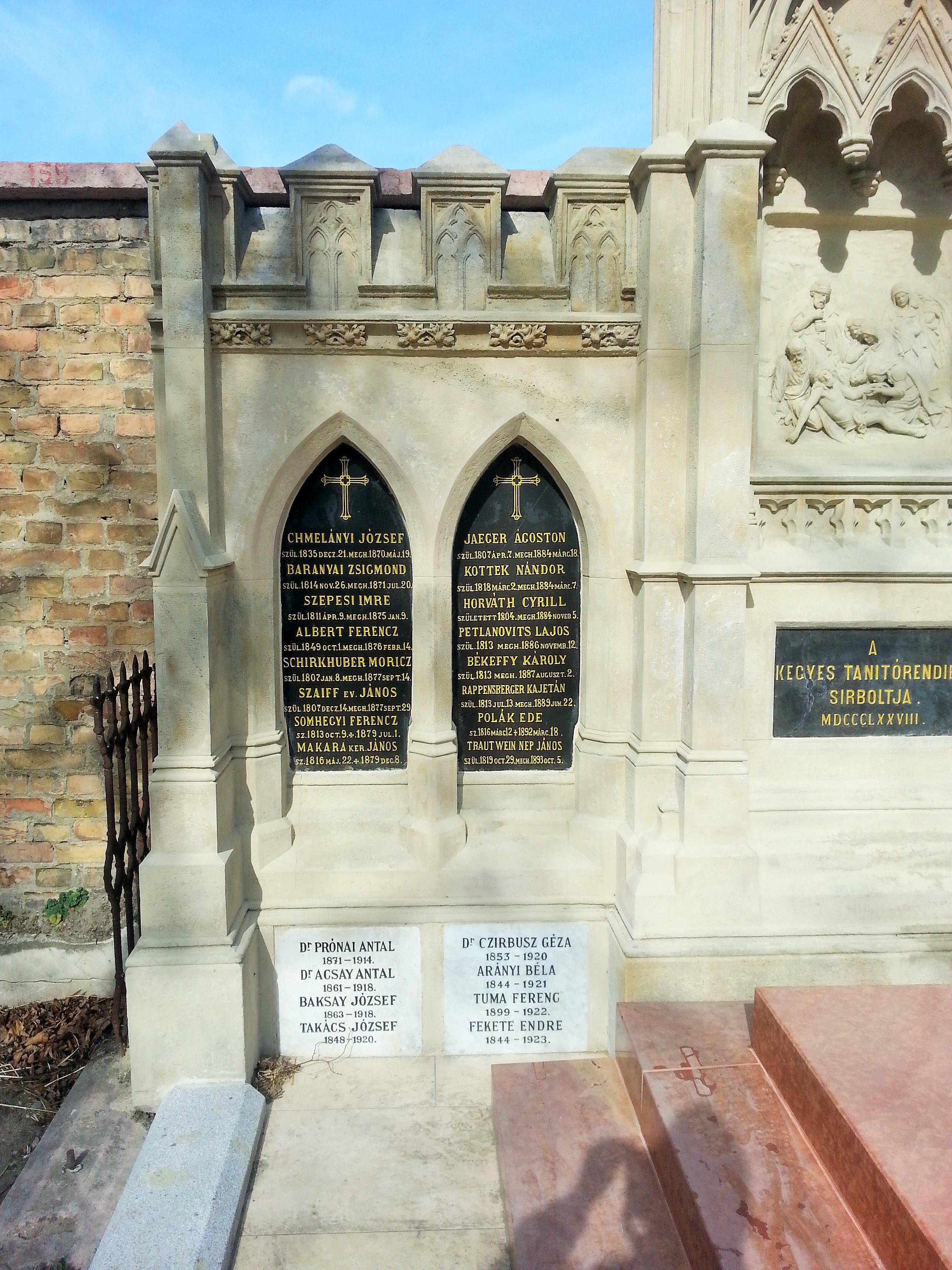
Nyughelye a Piarista rend első sírboltjában, a Fiumei úti sírkertben (Bal oldali falsírboltok 155.)

## Élete
A gimnáziumot szülőhelyén végezvén, 1828. október 6. a piarista rendbe lépett; a próbaéveit Kecskeméten töltötte el s innét Nagykanizsára rendelték elemi tanítónak. A bölcseletet Vácon, a teológiát Szentgyörgyön végezte s 1835-ben mint kisegítő tanár Vácra küldetett. 1836. október 20. misés pappá szentelték. 1836-tól 1846-ig Pesten és Budán tanárkodott; az 1846–1847. tanévben a lévai gimnáziumhoz helyeztetett át. 1849-ben Máramarosszigetre igazgatótanárrá neveztetett ki; 1858–1860-ban Nagykárolyban volt az elemi iskolák igazgatója s hitoktató; majd ismét három évig Debrecenben mint gimnáziumi tanár működött. 1863-ban Léván lett házfőnök, utóbb gimnáziumi igazgató-tanár Budapesten; 1873-ban kormánytanácsossá, 1879-ben kormánysegéddé választották. Mint levéltárnok a rendi levéltár régi okányait rendezte és tanulmányozta.

## Munkái
- Elemi földleirás. Buda, 1842 (2. kiadás. Uo. 1844.)
- 2. Magyar tartományok földleirása egy földképpel. Uo. 1846. 2. kiadás. Uo. 1861 (ezen két munkát Bigelbauer névvel adta ki)

Az 1840-es években a Religio és Nevelés c. lapnál dolgozott.